# 茅ヶ崎市立萩園中学校
茅ヶ崎市立萩園中学校（ちがさきしりつ はぎそのちゅうがっこう）は、神奈川県茅ヶ崎市萩園にある公立中学校。

## 概要
茅ヶ崎市立浜之郷小学校（一部）と茅ヶ崎市立今宿小学校の生徒が進学する。
茅ヶ崎市内では一番新しい中学校で1986年（昭和61年）4月11日に創立された。
50分授業、2学期制、少人数クラス（一部教科）が特徴である。
12年ぶりに5クラス編成となった。(2017年度現在)
ソフトボール部が全国大会に出るなど有名。
20期生徒会本部が「ユニセフ募金」を開始し、継続されている。第20期中には様々な改革が行われた。

## 教育目標
1. 知性をみがき、創造性豊かなる人間になる。
2. 協力奉仕の精神をもち、思いやりのあるやさしい人間になる。
3. たえず努力し、心身ともに健康な人間になる。

## 学校行事
（学校行事の主要な出典は公式サイト）
| - 4月 : 始業式・入学式・授業参観・学年懇談会・1・2年個別面談 - 5月 : 引き取り訓練・修学旅行(3年)・体育祭 - 6月 : 定期テスト・教育相談 - 7月 : 3年個別面談・大掃除 - 8月 : 夏季休業 - 9月 : 定期テスト・授業参観期間・生徒会役員選挙 | - 10月 : 合唱祭・前期終業式・後期始業式・個別面談（全学年） - 11月 : 避難訓練・定期テスト(3年)・教育相談・個別面談(3年) - 12月 : 個別面談(3年)・定期テスト(1・2年)・個別面談(1・2年)・大掃除・冬季休業 - 1月 : 新入生保護者説明会・生徒会新入生説明会 - 2月 : 授業参観・懇談会・定期テスト(1・2年) - 3月 : 卒業式・球技大会(1・2年)・修了式 |

## 部活動
（部活動の主要な出典は公式サイト）
| - 野球 - サッカー - 陸上 - 男子ソフトテニス - ソフトボール - 女子バスケットボール - 男子卓球 - 女子卓球 - 女子バレーボール | - 吹奏楽 - 美術 - 合唱 - 手芸 |

## 通学区域
(通学区域の出典は茅ヶ崎市公式サイト)
| 町名       | 丁目                                                    | 番地                                                    |
| ---------- | ------------------------------------------------------- | ------------------------------------------------------- |
| 今宿       | ベルパーク湘南茅ヶ崎 ダイアパレスエクシード茅ヶ崎を除く | ベルパーク湘南茅ヶ崎 ダイアパレスエクシード茅ヶ崎を除く |
| 萩園       | 全域                                                    | 全域                                                    |
| 平太夫新田 | 全域                                                    | 全域                                                    |

### 進学前小学校
- 茅ヶ崎市立今宿小学校
- 茅ヶ崎市立浜之郷小学校（一部）

## 著名な卒業生
- 倉本寿彦（プロ野球選手）